# Kim Yu-jin
Kim Yu-jin (n. 17 octombrie 2000, Danyang County⁠(d), Chungcheong de Nord, Coreea de Sud) este o sportivă ce a reprezentat Coreea de Sud, medaliată olimpică. A participat la 1 ediție a Jocurilor Olimpice (2024) în care a câștigat 1 medalie de aur.

## Participări
Lista de mai jos prezintă principalele competiții la care a participat Kim Yu-jin de-a lungul carierei.
- Taekwondo la Jocurile Olimpice de vară din 2024 - categoria pană (feminin)